# Unione Sportiva Fiorenzuola 1922 1992-1993
Questa pagina raccoglie le informazioni riguardanti l'Unione Sportiva Fiorenzuola 1922 nelle competizioni ufficiali della stagione 1992-1993.

## Stagione
Nella stagione 1992-1993 il Fiorenzuola disputa il terzo campionato (consecutivo) di Serie C2 della sua storia.
Il nuovo allenatore, che va a sostituire Pierluigi Busatta, è Giorgio Veneri, tecnico che vanta nel suo palmarès quattro promozioni dalla Serie C2 alla Serie C1 e che nella stagione precedente aveva allenato il Pergocrema nello stesso girone di Serie C2 del Fiorenzuola.

Crippa marcato da Montani in Fiorenzuola-Varese 0-0

In campionato il Fiorenzuola viene inserito, come l'anno precedente, nel girone A, ancora una volta composto dalle squadre dell'Italia settentrionale a cui si vanno ad aggiungere le compagini provenienti dalla Sardegna. In Coppa Italia Serie C viene invece varato un nuovo formato che prevede incontri ad eliminazione diretta in luogo dei gironi all'italiana: nel primo turno il Fiorenzuola si trova ad affrontare il Varese.
La prima partita ufficiale stagionale è il primo turno di Coppa contro, appunto, il Varese: la gara d'andata in casa termina 0-0, mentre la gara di ritorno a Varese, vinta per 1-0 dai rossoneri dopo i tempi supplementari grazie ad una rete di Pozzi, permette al Fiorenzuola di passare per la prima volta il primo turno di Coppa Italia Serie C. Nel turno successivo, disputato tra il due e il nove settembre il Fiorenzuola incontra il Palazzolo (militante in Serie C1) venendo eliminato dopo aver perso la gara casalinga per 1-0 e pareggiato 2-2 quella disputata sul campo dei bresciani.
La prima stagionale in campionato viene disputata il 13 settembre ed è una vittoria casalinga per 3-0 contro il Pavia con reti di Crippa, Pompini e Pedriali. Dopo una buona partenza con nove punti nelle prime sei giornate disputate, tra la settima e la quindicesima giornata i valdardesi vivono un momento di crisi ottenendo una vittoria, cinque pareggi e tre sconfitte. Nonostante i risultati il tecnico Veneri viene confermato e, dopo la pausa invernale, i rossoneri si riprendono con sette vittorie in nove partite tra la sedicesima e la ventiquattresima giornata.
Grazie a questa striscia il Fiorenzuola si posiziona nelle zone alte della classifica arrivando a giocarsi la promozione all'ultima giornata, il 13 giugno, nella sfida casalinga contro il Mantova, già sicuro del primo posto. La partita si chiude con un pareggio per 2-2 con reti rossonere di Trapella e Sgrò ches ancisce la prima promozione del Fiorenzuola in Serie C1, grazie ai quarantatré punti conquistati. Il giocatore più presente durante la stagione è Rossi che è anche capocannoniere della squadra con quattordici reti in campionato e una in Coppa Italia Serie C.

## Organigramma societario
Fonte:
Area direttiva
- Presidente: Antonio Villa
- Segretario: Angelo Gardella

Area tecnica
- Direttore sportivo: Riccardo Francani
- Allenatore: Giorgio Veneri

## Rosa
| N. |                   | Ruolo | Calciatore                   |
| -- | ----------------- | ----- | ---------------------------- |
|    | Italia (bandiera) | P     | Massimo Bugozzi              |
|    | Italia (bandiera) | P     | Roberto Serena               |
|    | Italia (bandiera) | D     | Domenico Baldacci (capitano) |
|    | Italia (bandiera) | D     | Andrea Gorrini               |
|    | Italia (bandiera) | D     | Gianbattista Lombardini      |
|    | Italia (bandiera) | D     | Riccardo Dell'Armi           |
|    | Italia (bandiera) | D     | Fabrizio Roda                |
|    | Italia (bandiera) | D     | Marco Santoloci              |
|    | Italia (bandiera) | D     | Cristian Trapella            |
|    | Italia (bandiera) | C     | Riccardo Dell'Armi           |

| N. |                   | Ruolo | Calciatore       |
| -- | ----------------- | ----- | ---------------- |
|    | Italia (bandiera) | C     | Isaac Del Bue    |
|    | Italia (bandiera) | C     | Silvano Mazzi    |
|    | Italia (bandiera) | C     | Gianluca Nistri  |
|    | Italia (bandiera) | C     | Massimo Pavanel  |
|    | Italia (bandiera) | C     | Marco Pozzi      |
|    | Italia (bandiera) | C     | Marco Sgrò       |
|    | Italia (bandiera) | A     | Massimo Pedriali |
|    | Italia (bandiera) | A     | Stefano Pompini  |
|    | Italia (bandiera) | A     | Giovanni Rossi   |

## Calciomercato

### Sessione estiva
Durante la sessione estiva del calciomercato si accasano con i rossoneri il difensore Fabrizio Roda proveniente dal Pergocrema, l'attaccante Pedriali dalla Centese, e i giovani Santoloci e Paratici in prestito dal Piacenza.
Lasciano Fiorenzuola Camillo Milani che si trasferisce al Castel di Sangro, Santini, Spezia e Danesi che torna all'Ospitaletto.
| Acquisti | Acquisti         | Acquisti   | Acquisti |
| R.       | Nome             | da         | Modalità |
| -------- | ---------------- | ---------- | -------- |
| D        | Fabio Paratici   | Piacenza   | prestito |
| D        | Fabrizio Roda    | Pergocrema |          |
| D        | Marco Santoloci  | Piacenza   | prestito |
| A        | Massimo Pedriali | Centese    |          |

| Cessioni | Cessioni        | Cessioni         | Cessioni      |
| R.       | Nome            | a                | Modalità      |
| -------- | --------------- | ---------------- | ------------- |
| D        | Camillo Milani  | Castel di Sangro |               |
| C        | Omar Danesi     | Ospitaletto      | fine prestito |
| C        | Roberto Santini | Brescello        |               |
| A        | Massimo Spezia  | Crevalcore       |               |

### Sessione autunnale
Durante la sessione autunnale il Fiorenzuola effettua un solo ulteriore movimento acquisendo il centrocampista Nistri, proveniente dal Campania Puteolana.
| Acquisti | Acquisti        | Acquisti | Acquisti |
| R.       | Nome            | da       | Modalità |
| -------- | --------------- | -------- | -------- |
| C        | Gianluca Nistri | Campania |          |

| Cessioni | Cessioni | Cessioni | Cessioni |
| R.       | Nome     | a        | Modalità |
| -------- | -------- | -------- | -------- |

## Risultati

### Serie C2

#### Girone di andata
| 13 settembre 1992 1ª giornata | Fiorenzuola | 3 – 0 | Pavia |  |

| 20 settembre 1992 2ª giornata | Solbiatese | 2 – 3 | Fiorenzuola |  |

| 27 settembre 1992 3ª giornata | Fiorenzuola | 3 – 2 | Tempio |  |

| 4 ottobre 1992 4ª giornata | Aosta | 1 – 0 | Fiorenzuola |  |

| 11 ottobre 1992 5ª giornata | Novara | 0 – 0 | Fiorenzuola |  |

| 18 ottobre 1992 6ª giornata | Fiorenzuola | 5 – 1 | Pergocrema |  |

| 25 ottobre 1992 7ª giornata | Trento | 2 – 1 | Fiorenzuola |  |

| 1º novembre 1992 8ª giornata | Fiorenzuola | 1 – 1 | Lecco |  |

| 8 novembre 1992 9ª giornata | Suzzara | 0 – 0 | Fiorenzuola |  |

| 22 novembre 1992 10ª giornata | Fiorenzuola | 0 – 0 | Casale |  |

| 29 novembre 1992 11ª giornata | Giorgione | 4 – 1 | Fiorenzuola |  |

| 6 dicembre 1992 12ª giornata | Fiorenzuola | 3 – 2 | Oltrepò |  |

| 13 dicembre 1992 13ª giornata | Centese | 2 – 1 | Fiorenzuola |  |

| 20 dicembre 1992 14ª giornata | Fiorenzuola | 0 – 0 | Olbia |  |

| 27 dicembre 1992 15ª giornata | Ospitaletto | 1 – 1 | Fiorenzuola |  |

| 24 gennaio 1992 16ª giornata | Fiorenzuola | 1 – 0 | Varese |  |

| 31 gennaio 1993 17ª giornata | Mantova | 2 – 0 | Fiorenzuola |  |

#### Girone di ritorno
| 7 febbraio 1993 18ª giornata | Pavia | 0 – 1 | Fiorenzuola |  |

| 14 febbraio 1993 19ª giornata | Fiorenzuola | 4 – 1 | Solbiatese |  |

| 21 febbraio 1993 20ª giornata | Tempio | 0 – 2 | Fiorenzuola |  |

| 7 marzo 1993 21ª giornata | Fiorenzuola | 1 – 0 | Aosta |  |

| 14 marzo 1993 22ª giornata | Fiorenzuola | 1 – 1 | Novara |  |

| 21 marzo 1993 23ª giornata | Pergocrema | 0 – 1 | Fiorenzuola |  |

| 28 marzo 1993 24ª giornata | Fiorenzuola | 3 – 0 | Trento |  |

| 4 marzo 1993 25ª giornata | Lecco | 0 – 0 | Fiorenzuola |  |

| 18 aprile 1993 26ª giornata | Fiorenzuola | 2 – 1 | Suzzara |  |

| 25 aprile 1993 27ª giornata | Casale | 2 – 1 | Fiorenzuola |  |

| 2 maggio 1993 28ª giornata | Fiorenzuola | 0 – 0 | Giorgione |  |

| 9 maggio 1993 29ª giornata | Oltrepò | 1 – 1 | Fiorenzuola |  |

| 16 maggio 1993 30ª giornata | Fiorenzuola | 2 – 1 | Centese |  |

| 23 maggio 1993 31ª giornata | Olbia | 0 – 0 | Fiorenzuola |  |

| 30 maggio 1993 32ª giornata | Fiorenzuola | 1 – 0 | Ospitaletto |  |

| 6 giugno 1993 33ª giornata | Varese | 0 – 0 | Fiorenzuola |  |

| 13 giugno 1993 34ª giornata | Fiorenzuola | 2 – 2 | Mantova |  |

## Statistiche

### Statistiche di squadra
| Competizione         | Punti | Totale | Totale | Totale | Totale | Totale | Totale | DR  |
| Competizione         | Punti | G      | V      | N      | P      | Gf     | Gs     | DR  |
| -------------------- | ----- | ------ | ------ | ------ | ------ | ------ | ------ | --- |
| Serie C2             | 43    | 34     | 15     | 13     | 6      | 45     | 29     | +16 |
| Coppa Italia Serie C | -     | 4      | 1      | 2      | 1      | 3      | 3      | 0   |
| Totale               | -     | 38     | 16     | 15     | 7      | 48     | 32     | +16 |

### Statistiche dei giocatori
| Giocatore     | Serie C2 | Serie C2 | Coppa Italia Serie C | Coppa Italia Serie C | Totale   | Totale |
| Giocatore     | Presenze | Reti     | Presenze             | Reti                 | Presenze | Reti   |
| ------------- | -------- | -------- | -------------------- | -------------------- | -------- | ------ |
| D. Baldacci   | 29       | 0        | ?                    | ?                    | 29+      | 0+     |
| M. Burgazzi   | 9        | -12      | ?                    | ?                    | 9+       | -12+   |
| R. Crippa     | 31       | 1        | ?                    | ?                    | 31+      | 1+     |
| I. Del Bue    | 1        | 0        | ?                    | ?                    | 1+       | 0+     |
| A. Gorrini    | 2        | 0        | ?                    | ?                    | 2+       | 0+     |
| G. Lombardini | 23       | 1        | ?                    | ?                    | 23+      | 1+     |
| S. Mazzi      | 21       | 0        | ?                    | ?                    | 21+      | 0+     |
| G. Nistri     | 32       | 5        | ?                    | ?                    | 32+      | 5+     |
| F. Paratici   | 26       | 0        | ?                    | ?                    | 26+      | 0+     |
| M. Pavanel    | 31       | 2        | ?                    | ?                    | 31+      | 2+     |
| M. Pedriali   | 17       | 2        | ?                    | ?                    | 17+      | 2+     |
| S. Pompini    | 27       | 9        | ?                    | 1                    | 27+      | 10     |
| M. Pozzi      | 25       | 3        | ?                    | 1                    | 25+      | 4      |
| F. Roda       | 25       | 1        | ?                    | ?                    | 25+      | 1+     |
| G. Rossi      | 34       | 14       | ?                    | 1                    | 34+      | 15     |
| M. Santoloci  | 18       | 1        | ?                    | ?                    | 18+      | 1+     |
| R. Serena     | 26       | -17      | ?                    | ?                    | 26+      | -17+   |
| M. Sgrò       | 30       | 4        | ?                    | ?                    | 30+      | 4+     |
| C. Trapella   | 28       | 3        | ?                    | ?                    | 28+      | 3+     |